# Herbal Essences
Herbal Essences è un marchio di shampoo, balsamo per capelli e prodotti per la tintura per capelli della Clairol. Per alcuni anni, sino al 2001 è stato sponsor del concorso di bellezza internazionale Miss Universo.
Herbal Essences (e la sua società madre, la Procter & Gamble) è oggetto di una campagna anti-vivisezione da parte della Uncaged Campaigns.